# Educación matemática

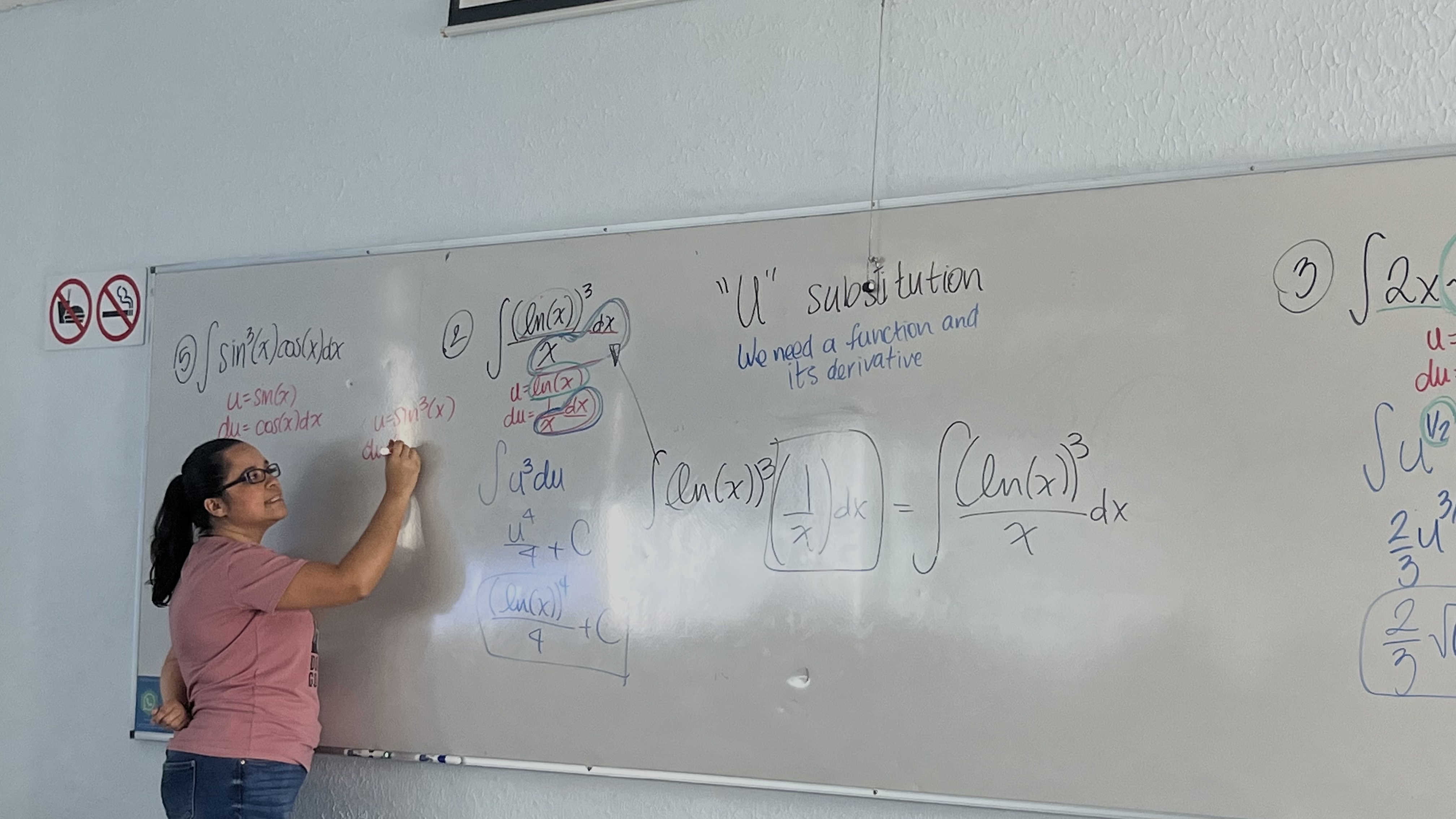
Maestra de cálculo usando una pizarra en clase.

La educación matemática es un término que se refiere tanto al aprendizaje, como a la práctica de enseñanza y evaluación de las matemáticas, así como a un campo de la investigación académica sobre esta práctica. Los investigadores en educación matemática en primera instancia analizan las herramientas, métodos y enfoques que faciliten la práctica o su estudio.

## Objetivos
En diferentes momentos y en diferentes culturas y países, la educación matemática ha tratado de lograr una variedad de diferentes objetivos. Entre ellos:
- La enseñanza básica de la aritmética a todos los alumnos.
- La enseñanza práctica de las matemáticas (aritmética, álgebra elemental, geometría y trigonometría) a la mayoría de los alumnos.
- La enseñanza de conceptos matemáticos abstractos (como conjunto y función) a una edad temprana.
- La enseñanza de determinadas áreas de la matemática (como la geometría euclidiana) como un ejemplo de un sistema axiomático y un modelo de razonamiento deductivo.
- La enseñanza de la matemática avanzada para aquellos alumnos que deseen seguir una carrera con base en ciencias básicas.
- La enseñanza de la heurística como estrategia, entre otras, para resolver problemas no rutinarios.
- La alfabetización matemática para ciudadanos del siglo XXI.

Los métodos de enseñanza de la matemática han variado en línea con el cambio de objetivos.

## Historia
Las matemáticas elementales formaban parte del sistema de educación desde las civilizaciones antiguas, incluyendo la antigua Grecia, el imperio Romano, la sociedad védica y el antiguo Egipto. En la mayoría de los casos, una educación formal solo estaba disponible para los varones con el nivel social alto ya sea por la riqueza o por la casta.

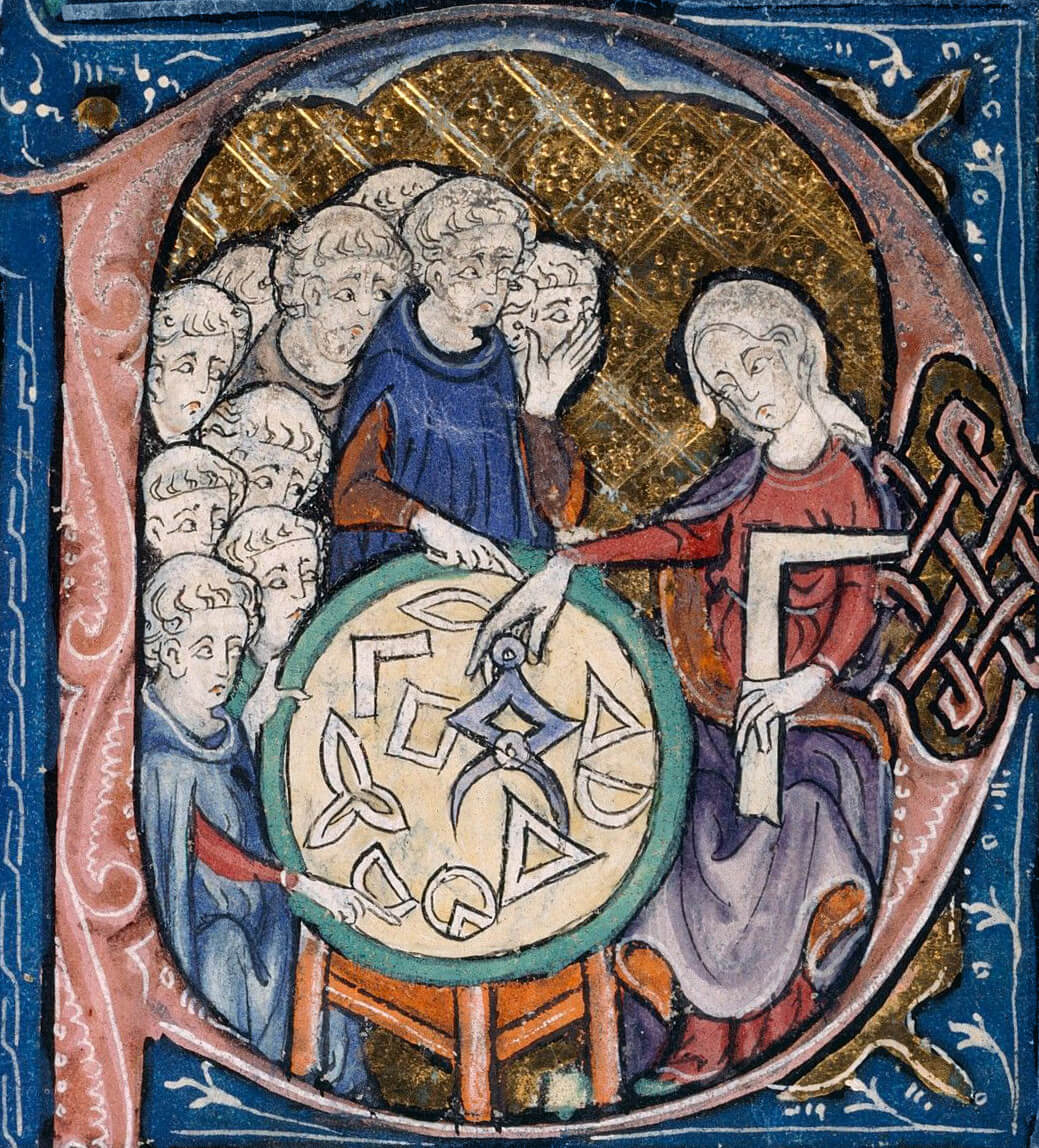
Ilustración del, traducción de Los Elementos de Euclides..

En la división de las artes liberales, en el trivium y el quadrivium de Platón, el quadrivium incluye los campos de matemáticas de la aritmética y la geometría. Esta estructura continuó en la educación clásica que se desarrolló en la Europa medieval. La enseñanza de la geometría se basa en Los Elementos de Euclides. Los aprendices a oficios como albañiles, comerciantes y prestamistas podrían esperar aprender matemáticas ya que era relevante para su profesión.
Hay muchas escrituras diferentes sobre las matemáticas y la metodología de las matemáticas que se remontan a 1800 a. C. Estos se encuentran principalmente en Mesopotamia, donde los sumerios practicaban la multiplicación y la división. También hay artefactos que demuestran su propia metodología para resolver ecuaciones como la ecuación de segundo grado. Después de los sumerios algunas de las más famosas obras antiguas en matemáticas vienen de Egipto, en la forma del papiro matemático de Rhind y el papiro matemático de Moscú. El más famoso, el papiro de Rhind, ha sido datado aproximadamente en 1650 a. C., pero se cree que es una copia de un desplazamiento aún mayor. Este papiro era esencialmente un libro de texto de los estudiantes egipcios.
En el Renacimiento, el estudio académico de las matemáticas se negó ya que está fuertemente asociado con el comercio. A pesar de que continuó siendo enseñado en las universidades europeas, fue visto como subordinado al estudio de la filosofía natural, metafísica y moral.
Esta tendencia se invirtió en el siglo XVII, con la Universidad de Aberdeen y la creación de una Cátedra de Matemáticas en 1613, seguido por la Cátedra de la Geometría que se creó en la Universidad de Oxford en 1619 y la Cátedra Lucasiana de Matemáticas establecida por la Universidad de Cambridge en 1662. Sin embargo, en este tiempo es raro ver que las matemáticas fueran de las universidades. Isaac Newton, por ejemplo, no recibió ninguna enseñanza de la matemática formal hasta que se unió a Trinity College de Cambridge en 1661.

En los siglos XVIII y XIX, la revolución industrial dio lugar a un enorme aumento de las poblaciones urbanas. Habilidades numéricas básicas, tales como la capacidad de decir la hora, contar dinero y realizar operaciones aritméticas simples, se convirtió en esencial en este nuevo estilo de vida urbano. Dentro de los nuevos sistemas de educación pública, las matemáticas se convirtieron en una parte central del plan de estudios desde una edad temprana.

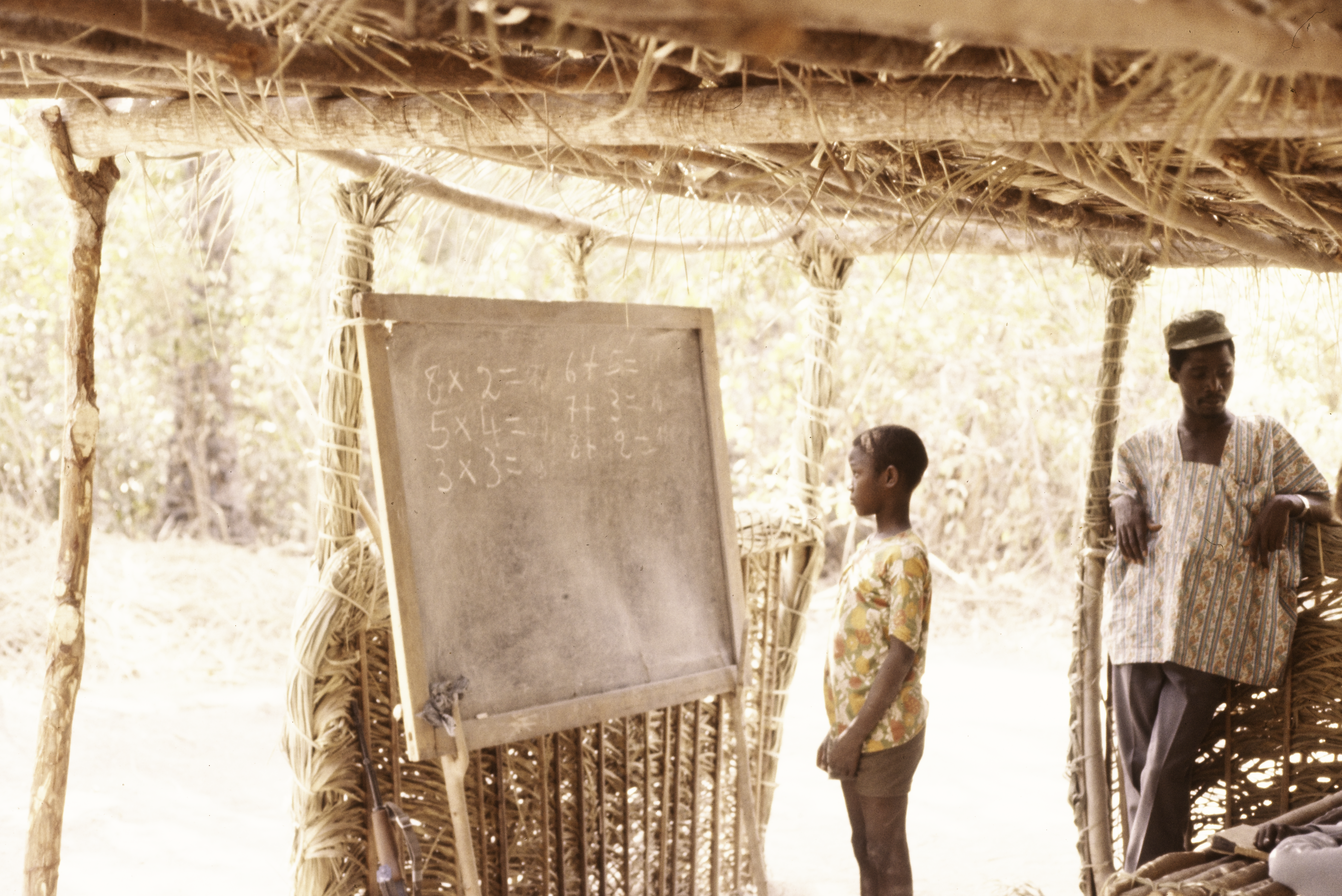
Niño delante de la pizarra, Guinea-Bisáu, PAIGC, 1974. "8 x 2 ="

En el siglo XX, las matemáticas eran parte del plan de estudios en todos los países desarrollados. La educación matemática se estableció como un campo independiente de investigación. Estos son algunos de los principales acontecimientos de este desarrollo:
- En 1893, la Cátedra de la educación matemática se creó en la Universidad de Göttingen, bajo la administración de Felix Klein.
- La Comisión Internacional de Instrucción Matemática (ICMI) fue fundada en 1908, y Felix Klein se convirtió en el primer presidente de la organización.
- Un nuevo interés en la enseñanza de las matemáticas surgió en la década de 1960 y la comisión se revitalizó.
- En 1968, se creó el Centro de Shell para la Educación Matemática en Nottingham.
- El primer Congreso Internacional de Educación Matemática (ICME) se celebró en Lyon en 1969. El segundo congreso fue en Exeter en 1972, y después de que se ha celebrado cada cuatro años.
- Las medallas Felix Klein, Hans Freudenthal y Emma Castelnuovo a educadores y asociaciones por su reconocida trayectoria en la Educación Matemática. Las dos primeras desde el año 2003 y la última desde el año 2016.
- El crecimiento de asociaciones, reuniones, publicaciones y posgrados específicos de Educación Matemática, con sus diversas ramificaciones.

En el siglo XX, el impacto cultural de la era eléctrica también fue considerado por la teoría educativa y la enseñanza de las matemáticas. Mientras las prácticas anteriores se enfocaban en el trabajo con problemas especializados en aritmética, las estructuras emergentes se basaban en la teoría de números y la teoría de conjuntos.

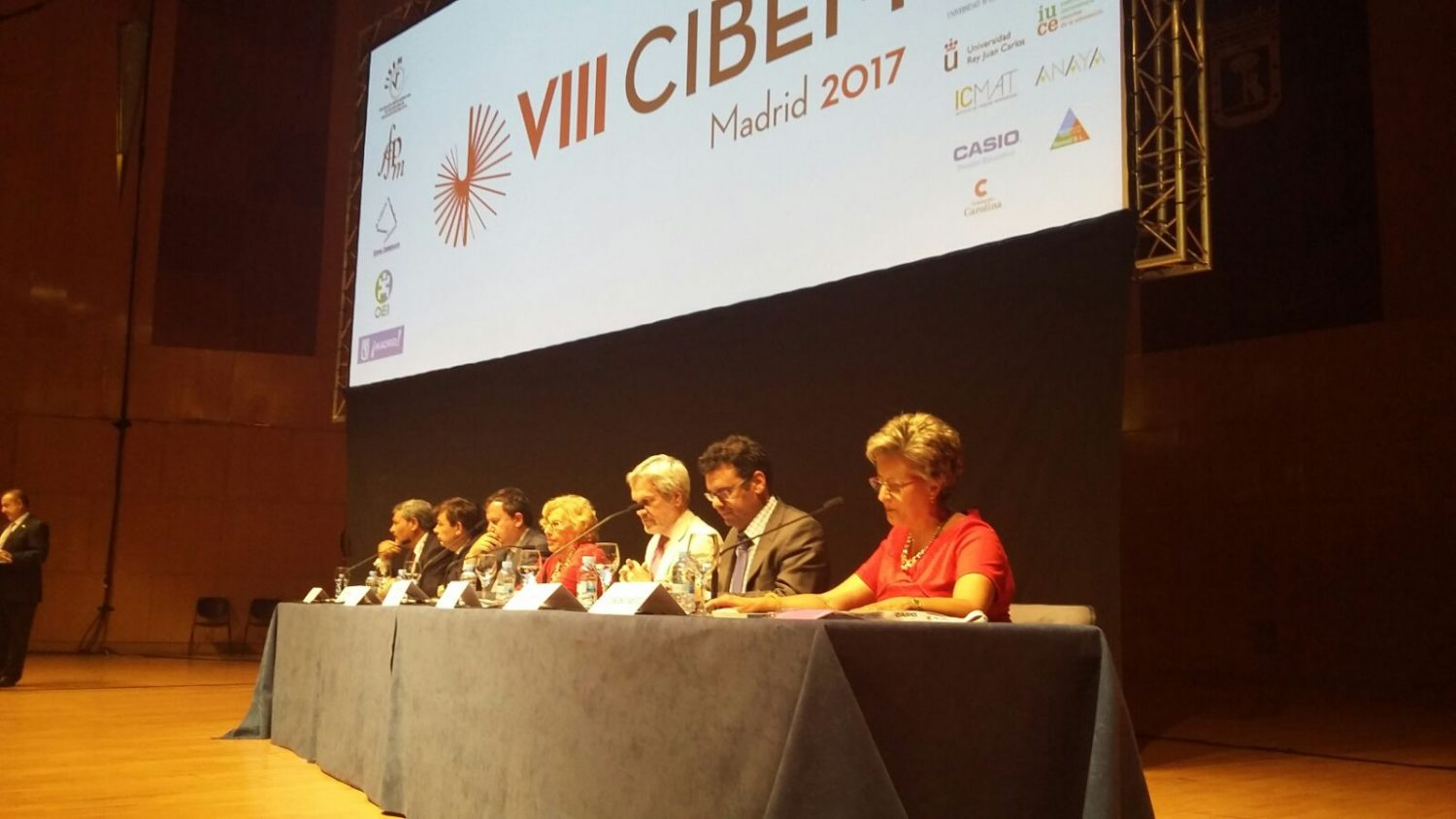
Congreso Iberoamericano de Educación Matemática, organizado por la Federación Iberoamericana de Educación Matemática

## Niveles de contenido
Los niveles de las matemáticas se enseñan a su edad correspondiente, en secuencias diferentes dependiendo del país y modelo educativo. A veces, una clase puede ser enseñada a una edad más temprana o más tardía de lo habitual como una clase especial dependiendo de las necesidades del educando.
Las matemáticas básicas en la mayoría de los países se enseñan de una manera similar. Se empieza por el conocimiento de los números y la aritmética, continuando con el álgebra; en geometría se articula con medidas y se va avanzando de niveles situacionales hacia formales; se integran gradualmente con el pre-cálculo y el cálculo en los diversos niveles educativos del país en cuestión; incluye estadística, combinatoria y probabilidad desde situaciones sencillas a modelizaciones de situaciones complejas e inciertas.

## Profesores destacados
Las siguientes personas enseñan la matemática en algún momento de sus vidas, a pesar de que son más conocidos en otros ámbitos:
- Lewis Carroll, seudónimo del escritor británico Charles Dodgson, dio una conferencia de matemática en el Christ Church, Oxford. Como educador de matemática, Dodgson defendió el uso de los Elementos de Euclides como un libro de texto de geometría.[2]
- John Dalton, químico y físico británico, profesor de matemática en las escuelas y universidades de Mánchester, Oxford y York.
- Tom Lehrer, compositor y escritor satírico estadounidense, enseñó matemática en Harvard, MIT y en la Universidad de California, Santa Cruz.
- Georg Joachim Rheticus, cartógrafo austríaco y discípulo de Copérnico, enseñó matemática en la Universidad de Wittenberg.
- Edmund Rich, arzobispo de Canterbury en el siglo XIII, una conferencia sobre la matemática en las universidades de Oxford y París.
- Eamon de Valera, líder de la lucha por la independencia de Irlanda en el siglo XX y fundador del partido Fianna Fáil, enseñó matemática en escuelas y colegios en Dublín.
- Archie Williams, atleta estadounidense y medallista de oro olímpico, profesor de matemática en escuelas secundarias de California.

## Educadores de matemáticas
Las siguientes son algunas de las personas que han tenido una influencia significativa en la enseñanza de las matemáticas en diferentes períodos de la historia:
- Euclides (fl. 300 aC), griego, autor de Los Elementos.
- Platón visionario de la necesidad de la formación matemática para un hombre integral.
- Tatyana Alekseyevna Afanasyeva (1876-1964), matemático ruso-holandés que abogó por el uso de las ayudas visuales y ejemplos de cursos de introducción a la geometría de los estudiantes de secundaria.[3]
- Robert Lee Moore (1882-1974), matemático estadounidense, creador del método Moore.
- George Pólya (1887-1985), matemático húngaro, autor de Cómo resolverlo.
- Georges Cuisenaire (1891-1976), profesor de la escuela primaria belga que inventó las barras de Cuisenaire.
- William Brownell (1895-1977), educador estadounidense que dirigió el movimiento para hacer las matemáticas significativas para los niños, a menudo considerado el padre de la educación matemática moderna.
- Jean Piaget (1896-1980), epistemólogo, psicólogo y biólogo suizo, investigador del desarrollo de la inteligencia, principalmente en la infancia, y autor de una epistemología genética.
- Hans Freudenthal (1905-1990), matemático holandés que tuvo un profundo impacto en la educación holandesa y fundó el Instituto Freudenthal para la Ciencia y la Educación Matemática en 1971.
- Toru Kumon (1914-1995), japonés, creador del método Kumon, basado en el dominio a través del ejercicio.
- Pierre van Hiele y Dina van Hiele-Geldof, educadores holandeses (década de 1930-década de 1950) que propusieron una teoría de cómo los niños aprenden geometría (1957), que con el tiempo se convirtió en una gran influencia en todo el mundo.
- Robert Parris Moses (1935-), fundador del proyecto nacional Álgebra en EE. UU.
- Robert Kaplan y Ellen (alrededor 1930-40), autores de Nothing That Is, The Art of the Infinite: The Pleasures of Mathematics, y Chances Are: Adventures in Probability.
- Ubiratan D'Ambrosio (1932-), matemático brasileño, es un pionero en el estudio de la Etnomatemática.

- Ricardo Cantoral Uriza (1958–), Francisco Cordero Osorio (1954–) y Rosa María Farfán, son matemáticos educativos, catedráticos, investigadores y científicos mexicanos. Son los precursores y creadores de la Teoría Socioepistemológica de la Matemática Educativa conocida como socioepistemología. Durante tres décadas se han desempeñado como investigadores en el Centro de Investigación y de Estudios Avanzados en México.

- Robert M. Gagné (1958, 1980), pionero en la investigación en educación matemática.
- Morris Kline, autor de libros de matemática, recusador de la enseñanza de la matemática sobre la base conjuntista[4]
- Joaquín Palacio Peña, educador y matemático, gestor de educación en matemática, física y computación.[5]
- Elon Lages Lima, matemático y autor de libros, impulsor de la educación matemática basada en criterios histórico, problémico y aplicativo[6]
- José Antonio Fernández Bravo, educador y matemático, experto en didáctica de la matemática.
- Juan Díaz Godino, educador y matemático, creador del Enfoque Ontosemiótico del Conocimiento, de Didáctica de la Matemática ,en la Facultad de Ciencias de la Educación de la Universidad de Granada.
- Guy Brousseau, investigador, matemático y profesor  francés, desarrolló la Teoría de situaciones didácticas.
- Carmen Batanero, catedrática del Departamento de Didáctica de la Matemática de la Universidad de Granada.
- Felix Klein, entre sus obras se encuentra su libro "Matemática elemental, desde un punto de vista superior".[7]
- Gérard Vergnaud, ha contribuido al desarrollo matemático a nivel cognitivo, concibiendo al concepto matemático como un triplete: el referente, el significado y el significante.[8]
- Yves Chevallard, se le reconocen los aportes del virage de lo antropológico en la didáctica de la matemática desde el estudio de praxeologías y su constructo transposición didáctica.[9]
- Michèle Artigue, promotora de la Ingeniería Didáctica[10] en el marco de la escuela francesa, que combina la acción del didacta de la matemática con la del ingeniero para diseñar, implementar y analizar secuencias de enseñanza.
- Ole Skovsmose, precursor de la Educación Matemática Crítica, con base en la Educación Crítica en general, donde se plantea el rol de la matemática y de los educadores matemáticos en la sociedad.[11]
- Ubiratàn D'Ambrosio, reconocido por sus aportes a la corriente conocida como Etnomatemática, que presta especial atención a las prácticas de hacer matemática de grupos identificables.[12]
- Deborah Loewenberg Ball, líder del grupo Michigan que ha propuesto uno de los modelos para estudiar las peculiaridades del conocimiento matemático para la enseñanza, con base en los aportes de Lee Shulman, habiendo ya varias derivaciones y énfasis[13]